# 島津久郷
島津 久郷（しまづ ひささと）は、薩摩国薩摩藩宮之城島津家第11代。

## 家系
宮之城島津家家は、島津忠良の三男尚久に始まり、代々の当主の通称が「図書」で、忠長以降、薩摩国宮之城を領した。久方の代に一所持となり、久倫の代に大身分となる。家紋は宮之城十文字。

## 略歴
明和2年（1765年）島津家家臣島津久平 (久住)の子として生まれる。幼名は「久当」。生家は、宮之城島津家第3代久元の次男島津（基多村家・宮之城二男家）久茂に始まる分家で、父久平 (久住)は分家第7代当主。
明和7年（1770年）6月に本家当主の久濃が継嗣無きまま没したため、藩命で宮之城島津家を相続して久濃娘を娶った。翌明和8年（1771年）11月に藩主重豪の加冠で元服し「又五郎」と名乗る。
天明3年（1783年）11月に代々の通称の「図書」と名乗る。
寛政9年（1798年）12月3日、死去。享年33。家督は長男久儔が相続した。